# I'm Back (James Brown)
I'm Back è un album in studio del cantante statunitense James Brown, pubblicato nel 1998.

## Tracce
1. I Can't Stand It – 4:56
2. Funk on Ah Roll (S-Class Mix) – 4:14
3. Kare – 4:02
4. What It Takes – 3:31
5. Papa's Got a Brand New Bag – 5:02
6. Break Away – 3:29
7. Funk on Ah Roll (Original J.B. Mix) – 5:08
8. Lucky Old Sun – 5:50
9. I Don't Hear No Music – 7:25
10. Every Part of My Heart – 4:51
11. Eden – 6:10
12. Peace in the World – 6:42
13. Funk on Ah Roll (S-Class Club Mix) – 4:08
14. James on the Loose – 4:38